# ديميتري إجناتنكو
ديميتري إجناتنكو (بالبيلاروسية: Дзмітрый Ігнаценка)‏ هو لاعب كرة قدم بيلاروسي في مركز الوسط، ولد في 24 أكتوبر 1988 في موجيلوف في بيلاروس. لعب مع توربيدو جودينو وشاختيور سوليجورسك وغرانيت ميكاشيفيتشي ونادي نافتان نوفوبولوتسك.

## وصلات خارجية
- ديميتري إجناتنكو على موقع قاعدة بيانات كرة القدم.إي يو (الإنجليزية)
- ديميتري إجناتنكو على موقع Soccerway.com (الإنجليزية)